# Bahnhof Bad Oeynhausen Süd
Der Bahnhof Bad Oeynhausen Süd ist ein ehemaliger Bahnhof und heutiger Haltepunkt in der westfälischen Kurstadt Bad Oeynhausen im Kreis Minden-Lübbecke an der Bahnstrecke Elze–Löhne.

## Anlage und Bedeutung

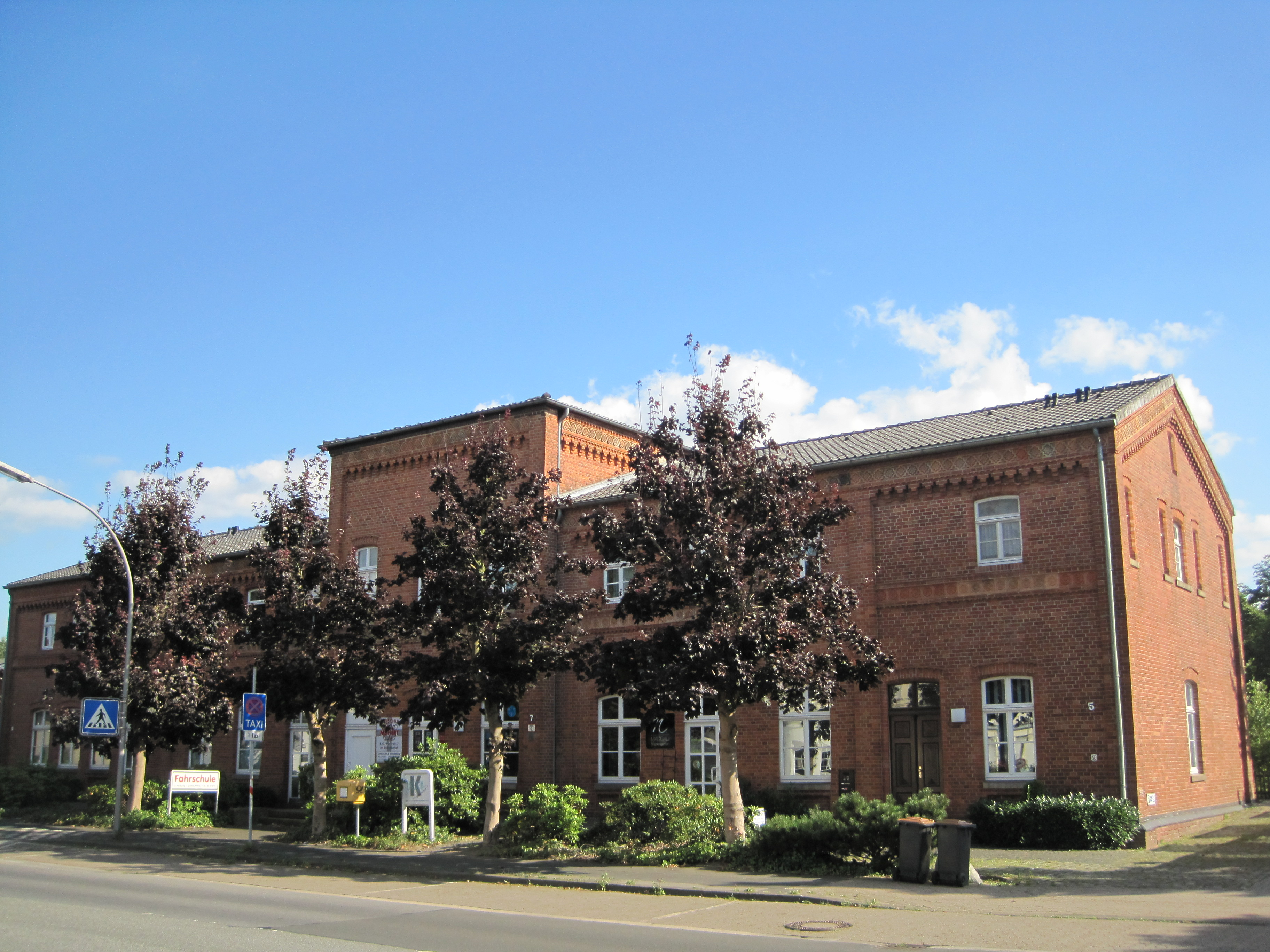
Ehemaliges Empfangsgebäude

Der 1875 eröffnete Bahnhof Bad Oeynhausen Süd liegt südlich der Innenstadt und des Kurparks. Mit dem umgangssprachlich auch als „Nordbahnhof“ oder „Hauptbahnhof“ bezeichneten Bahnhof Bad Oeynhausen ist er durch die etwa 800 Meter lange Bahnhofstraße verbunden. Er befindet sich in der Nachbarschaft des Herz- und Diabeteszentrums Bad Oeynhausen, des örtlichen Standortes der Mühlenkreiskliniken sowie des Thermalsolebades „Bali-Therme“.
Während der Bahnhof von Beginn des 20. Jahrhunderts bis in die 1970er Jahre noch regelmäßiger Fernverkehrshalt war, besitzt er nach einigen Rückbaumaßnahmen nur noch einen Bahnsteig an einem Durchfahrtsgleis und ist damit betrieblich ein Haltepunkt. Dieser Bahnsteig wurde 1910 beim zweigleisigen Ausbau der Strecke als Inselbahnsteig angelegt. Das nördliche Streckengleis Richtung Löhne und das danebenliegende Ausweichgleis wurden 1993 entfernt, so dass dieser Bahnsteig inzwischen ebenerdig und behindertengerecht zugänglich ist. Die früher vorhandene Unterführung zum Bahnsteig wurde geschlossen. Ebenfalls wurden alle nördlichen Lade- und Abstellgleise samt Laderampe ebenso wie die südlichen Gleise an der 1976 geschlossenen Bahnmeisterei entfernt. Im denkmalgeschützten ehemaligen Empfangsgebäude befinden sich heute verschiedene Dienstleister und eine Bäckerei mit Gastronomiebetrieb.
Westlich des Bahnhofes bestand ein Anschlussgleis zum Heizkraftwerk des Staatsbades.
Die Verkehrsanbindung aus Richtung Südstadt und Lohe erfolgt über die Weserstraße und Detmolder Straße. Je eine Stadtbus- und Kleinbuslinie bedienen den Klinikbereich, die Innenstadt, Südstadt, Lohe und Rehme. Wegen der Ausrichtung des Stadtbusverkehrs auf den zentralen Bahnhof bzw. ZOB bestehen keine direkten Busanschlüsse am Südbahnhof.

## Bedienung
Der Bahnhof wird von der RB 77 „Weser-Bahn“ bedient. Die Verkehrsleistungen erbringt seit Dezember 2021 die DB-Regio-Tochtergesellschaft Regionalverkehre Start Deutschland GmbH. Eingesetzt werden Alstom-Coradia-LINT-Dieseltriebwagen.
| Linie | Linienverlauf | Takt   | Betreiber         |
| ----- | --- | ------ | ----------------- |
| RB 77 | Weser-Bahn: Herford – Löhne (Westf) – Bad Oeynhausen Süd – Vlotho – Rinteln – Hessisch Oldendorf – Hameln – Coppenbrügge – Marienau (Coppenbrügge) – Osterwald – Elze (Han) – Nordstemmen – Emmerke – Hildesheim Hbf In Hildesheim Durchbindung einiger Züge als RB 79 bis Bodenburg Stand: 3. Februar 2025 | 60 min | Start Deutschland |

### Gültige Tarife
Der Bahnhof liegt im Bereich des regionalen Verkehrsverbundes Westfalentarif (ehemals „Der Sechser“ OWL Verkehr GmbH) und des NRW-Tarifs. Tarifgrenze in Richtung Niedersachsen ist Rinteln. Gültig ist auch das Niedersachsen-Ticket.